# Menachem Mendel Schneerson
Menachem Mendel Schneerson (em hebraico מנחם מנדל שניאורסון, em russo, Менахем Мендель Шнеерсон'; Nikolayev, 18 de abril de 1902 – Nova York, 12 de junho de 1994), conhecido por seus seguidores como O Rebe ou O Rebe de Lubavitch, foi um rabino ortodoxo, o sétimo e último rebe do movimento Chabad Lubavitch. Uma figura muito controversa, Schneerson insinuou que ele próprio era o messias. Schneerson e Chabad-Lubavitch foram condenados por outros rabinos ortodoxos, como o Chefe Rabino de Israel Ovadia Yosef, que acusou Schneerson de "heresia" e "idolatria", e Elazar Shach, que descreveu Chabad como "o culto bem conhecido".

## Biografia
Nascido no dia 11 de nissan pelo calendário hebraico, filho de Chana Schneerson e do rabino Levi Yitschac Schneerson, cabalista e rabino-chefe da cidade de Dniepropetrovsk, na Ucrânia, Menachem Mendel fez seus estudos em sua própria casa. Na educação do jovem, toda a ênfase era dada aos estudos religiosos. Na década de 1930, em Paris, ele fez um curso de engenharia de dois anos em uma escola profissionalizante, onde foi um aluno medíocre; esta foi sua única educação secular formal.
Em 1923, Menachem Mendel encontrou-se pela primeira vez com o rabino Yosef Yitzchok Schneersohn, à época chefe do movimento chassídico Chabad Lubavitch. Yossef lutava para manter o judaísmo ortodoxo na recém-criada União Soviética, enfrentando as perseguições do governo soviético. Escolas, sinagogas e outras instituições religiosas haviam sido fechadas. Líderes judaicos eram aprisionados, exilados ou executados.

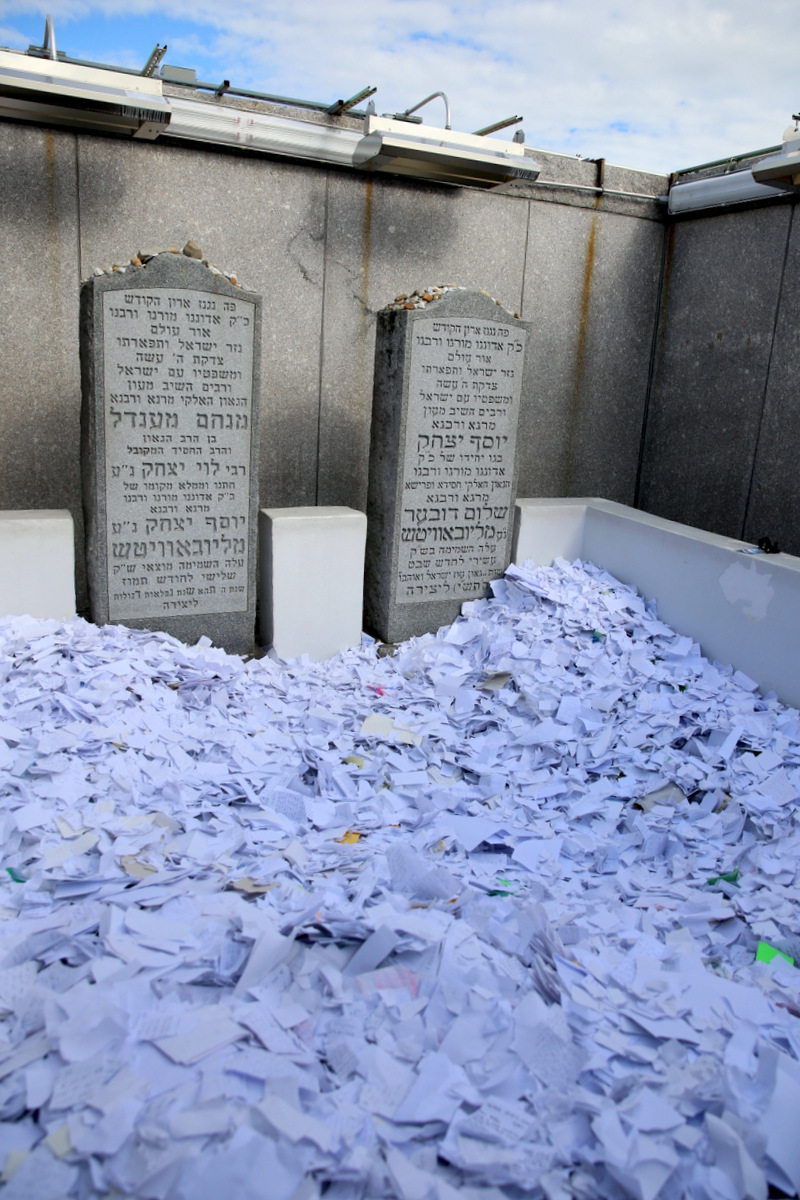
Túmulo de Schneerson, ao lado do sogro, em Brooklin, Nova Iorque.

No verão de 1927, Yossef Yitzchak Schneerson foi preso pelas autoridades comunistas. Ele foi libertado após protestos internacionais.
Em dezembro de 1928, Menachem Mendel casou-se com a segunda filha de Yossef Yitzhak, Chaya Mishka, em Varsóvia. O casal mudou-se, em seguida, para Berlim. Todavia, em 1933, com a ascensão do nazismo, o casal mudou-se para Paris.
Em 14 de junho de 1940 o exército nazista ocupou Paris. Menachem Mendel e sua esposa fugiram para Vichy; de lá para Nice e depois, Lisboa. Nesse ínterim, Yossef Yitzchak Schneerson foi finalmente libertado pelos soviéticos e partiu para Nova York. Logo, conseguiu permissão para que seu genro e filha entrassem nos Estados Unidos e, assim, em 23 de junho daquele mesmo ano, o casal se estabeleceu na América. Durante a Segunda Guerra Mundial, Schneerson era um trabalhador no Brooklyn Navy Yard.
Como milhões de outros judeus, Schneerson perdeu parte de sua família no Holocausto: seu irmão mais jovem, Dov Ber, sua avó e muitos outros familiares. Sua esposa Chaia Mushka também perdeu a irmã com o marido e o filho adotivo, exterminados no campo de concentração de Treblinka.
Quando o rebe anterior morreu em 28 de janeiro de 1950, Schneerson o sucedeu.
Em 1953 fundou a organização feminina Lubavitch. Acreditava que as mulheres não podiam ser mais impedidas de estudar a Torá em seus níveis mais elevados. A seu ver, podiam estudar mesmo seus aspectos mais místicos, insistindo em que o papel das mulheres era igual - e em muitos casos mais importante - do que o dos homens.
Seguindo as ordens de Schneerson, milhares de "shluchim" (emissários) do movimento Chabad-Lubavitch percorreram o mundo, fundando sinagogas, centros cívicos e instituições de caridade.
Em 1992, aos 90 anos, Schneerson sofreu um derrame, e morreu dois anos mais tarde.

## Legado
Norman Lamm, chanceler da Universidade Yeshiva e um líder do Judaísmo ortodoxo moderno, criticou o Chabad como um "culto à personalidade" que Schneerson, um "visionário da organização" consolidou "tão que foi capaz de sobreviver à sua própria vida".
Scheerson criou uma rede global de emissários, conhecida como Shluchim que existem em todos os estados dos Estados Unidos, em mais de 80 países e 1 000 cidades ao redor do mundo, totalizando mais de 3 600 instituições, incluindo cerca de 300 em Israel.
O modelo de divulgação do judaísmo de Schneerson foi imitado por outros movimentos judeus, incluindo a Reforma, Conservador, Ortodoxa e Haredi. Seus trabalhos publicados preenchem mais de 200 volumes.

## Obras
Schneerson é reconhecido por sua erudição e contribuições para os ensinamentos talmúdicos, haláquicos, cabalísticos e chassídicos. Joseph B. Soloveitchik, que conhecia Schneerson de seus dias em Berlim, e permaneceu em contato quando os dois homens vieram para a América, disse a seus alunos depois de visitar Schneerson "o Rebe tem uma compreensão gewaldiger [impressionante] da Torá", e "Ele é um gaon, ele é um grande, ele é um líder de Israel".

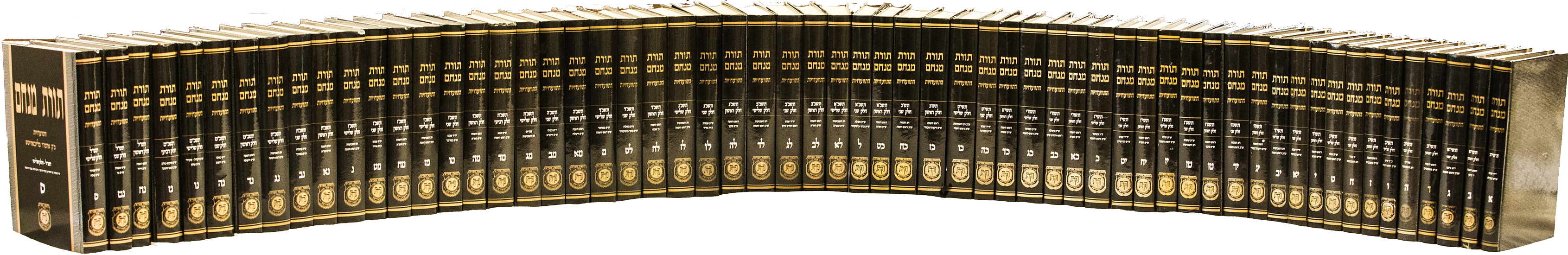
Conjunto de Torat Menachem

De acordo com Mordechai Eliyahu, ex-rabino-chefe de Israel, seu encontro com Schneerson "cobriu todas as seções da Torá". Eliyahu disse: "O Rebe pulou sem esforço de um tratado talmúdico para outro, e de lá para a Cabalá e depois para a lei judaica ... Era como se ele tivesse acabado de estudar esses mesmos tópicos dos livros sagrados. Toda a Torá era um livro aberto na frente dele".  
Os ensinamentos de Schneerson foram publicados em mais de duzentos volumes. Schneerson também escreveu dezenas de milhares de cartas em resposta a pedidos de bênçãos e conselhos. Essas cartas detalhadas e pessoais oferecem conselhos e explicações sobre uma ampla variedade de assuntos, incluindo assuntos espirituais, bem como todos os aspectos da vida.

### Livros em hebraico e iídiche
- 1943: Hayom Yom – Uma antologia de aforismos e costumes Chabad organizados de acordo com os dias do ano
- 1944: Sefer HaToldot – Admor Moharash – Biografia do quarto Rebe de Lubavitch, Shmuel Schneersohn
- 1946: Haggadah Im Likkutei Ta'amim U'minhagim – A Hagadá com um comentário escrito por Schneerson
- 1951–1992: Sefer HaMa'amarim Melukot – editou discursos chassídicos (6 volumes, 4 volumes na nova impressão)
- 1951–2025: Sefer HaMa'amarim incluindo 1951–1980, com planos para completar o resto (29 volumes)
- 1962–1992: Likkutei Sichot – Palestras editadas por Schneerson sobre as porções semanais da Torá, feriados judaicos e outras questões (39 volumes)
- 1981–1992: Torat Menachem Hitvaduyot – transcrições de palestras em hebraico, 1982–1992 (63 volumes)
- 1985: Chidushim UBiurim B'Shas – novelas sobre o Talmud (3 volumes)
- 1985–1987: Sichot Kodesh – transcrições de palestras em iídiche de 1950 a 1981 (50 volumes)
- 1985–2010: Igrot Kodesh – Letras hebraicas e iídiche de Schneerson (33 volumes)
- 1987–1992: Sefer HaSichot – Palestras editadas por Schneerson de 1987 a 1992. (12 volumes)
- 1988: Hilchot Beit Habechira LeHaRambam Im Chiddushim U'Beurim – Palestras sobre as Leis do Templo Sagrado do Mishneh Torah
- 1989: Biurim LePirkei Avot – fala sobre o tratado Ethics of the Fathers de "Ethics of the Fathers" (2 volumes)
- 1990–2010: Heichal Menachem – Shaarei – palestras organizadas por tema e feriado (34 volumes)
- 1991: Biurim LePeirush Rashi – fala sobre o comentário de Rashi à Torá (5 volumes)
- 1991: Yein Malchut – fala sobre o Mishneh Torah (2 volumes).
- 1992: Torat Menachem – Tiferet Levi Yitzchok – fala sobre as obras de seu pai, Levi Yitzchak Schneerson sobre o Zohar (3 volumes)
- 1993–2025: Torat Menachem – Transcrições de palestras em hebraico, 1950–1976. Planejado para abranger 1950-1992 (83 volumes)
- 1994–2001: Reshimot – Diário pessoal de Schneerson descoberto após sua morte. Inclui notas para suas palestras públicas antes de 1950, cartas a estudiosos judeus, notas sobre o Tanya e pensamentos sobre uma ampla gama de assuntos judaicos escritos entre 1928 e 1950 (10 volumes)

### Livros em inglês (original e traduzido)
- The Teachings of The Rebbe - Os Discursos Chassídicos do Rebe em Inglês
- Letters from the Rebbe – conjunto de oito volumes das cartas inglesas de Schneerson
- Path to Selflessness – trabalho que discute o vínculo entre a alma individual e Deus[14]
- Garments of the Soul – discutindo a importância sublime das atividades mundanas e seu efeito na alma[15]
- The Letter and the Spirit – seis volumes publicados até agora das cartas inglesas do Rebe[16]
- Sichos in English – cinqüenta e um volumes publicados das palestras do Rebe em inglês[17]